# Józef Maria Bocheński
Józef Maria Bocheński, född 30 augusti 1902, död 8 februari 1995, var en polsk filosof och medlem av Dominikanerorden.
Under andra världskriget tjänstgjorde Bocheński som kaplan inom polska krigsmakten. Han blev krigsfånge men lyckades fly tyskarna och ta sig till Rom. Där gick han på nytt in i polska armén och tjänstgjorde som kaplan i Frankrike och England. 1944 slogs han som soldat i Italien.
1945 tillträdde Bocheński professuren i 1900-talets filosofihistoria vid Fribourguniversitetet. Han grundade där ett institut för östeuropeiska studier och gav ut tidskriften Studies in Soviet Thought samt en skriftserie om marxistisk filosofi, Sovietica. Han var också rådgivare åt regeringarna i många länder: Västtyskland, Sydafrika, USA, Argentina och Schweiz. Inga av hans böcker publicerades öppet i Polen före 1989.
Bocheński är kanske den mest kända representanten för Krakówkretsen, vilken har kallats "det mest signifikanta uttrycket för katolskt tänkande mellan de två världskrigen". Kretsen bildades av en grupp filosofer och teologer som, till skillnad från traditionell nythomism, omhuldade modern formallogik och tillämpade den på traditionell thomistisk filosofi och teologi.

## Verk (urval)
- Elementa logicae graecae, 1937
- Manuale di filosofia bolscevica, 1946
- Précis de logique mathématique, 1948
- Der sowjetrussische Dialektische Materialismus, 1950
- Ancient formal logic, 1951
- Formale Logik, 1956
- The Logic of Religion, 1965
- Philosophy, an introduction, 1972
- Marxismus-Leninismus. Wissenschaft oder Glaube?, 1973
- Logic and Ontology, 1974